# 军事修会

聖殿騎士團的團旗

军事修会指天主教会为协助十字军运动而开始建立的一系列带有强烈军事性质的修道会，这些组织的使命是维护信仰，他们在十字军东征系列战役、西班牙收复失地运动以及随后的抵抗土耳其人入侵的战争中相当活跃，十字军运动结束后，这个概念延续了下去，但是其性质已经大大世俗化了。军事修会有严明的纪律，其修士需要接受相当专业的军事训练，在当时也被认为骑士精神的理想化身。军事修会内部实行严格的集权制，每个组织的最高首领被称为“總團長”，直接听命于教宗。教宗给予军事修会各种特权，其中最为重要的一条是：不受十字军国家的政、教管辖。尽管耶路撒冷王国的总主教是教宗的国使，但他也无权支配调遣他们。

## 消歧义
在漢語圈内，由于二次元作品的影响，这个词语常和另一个词汇骑士团（chivalric order）混淆。但实际上英语中的order，包括一系列性质有所差异的组织，除了军事修会（military order），还有修道会（religious order）、王室骑士团（dynastic order）、兄弟会（fraternal order），皆称为order。

## 历史

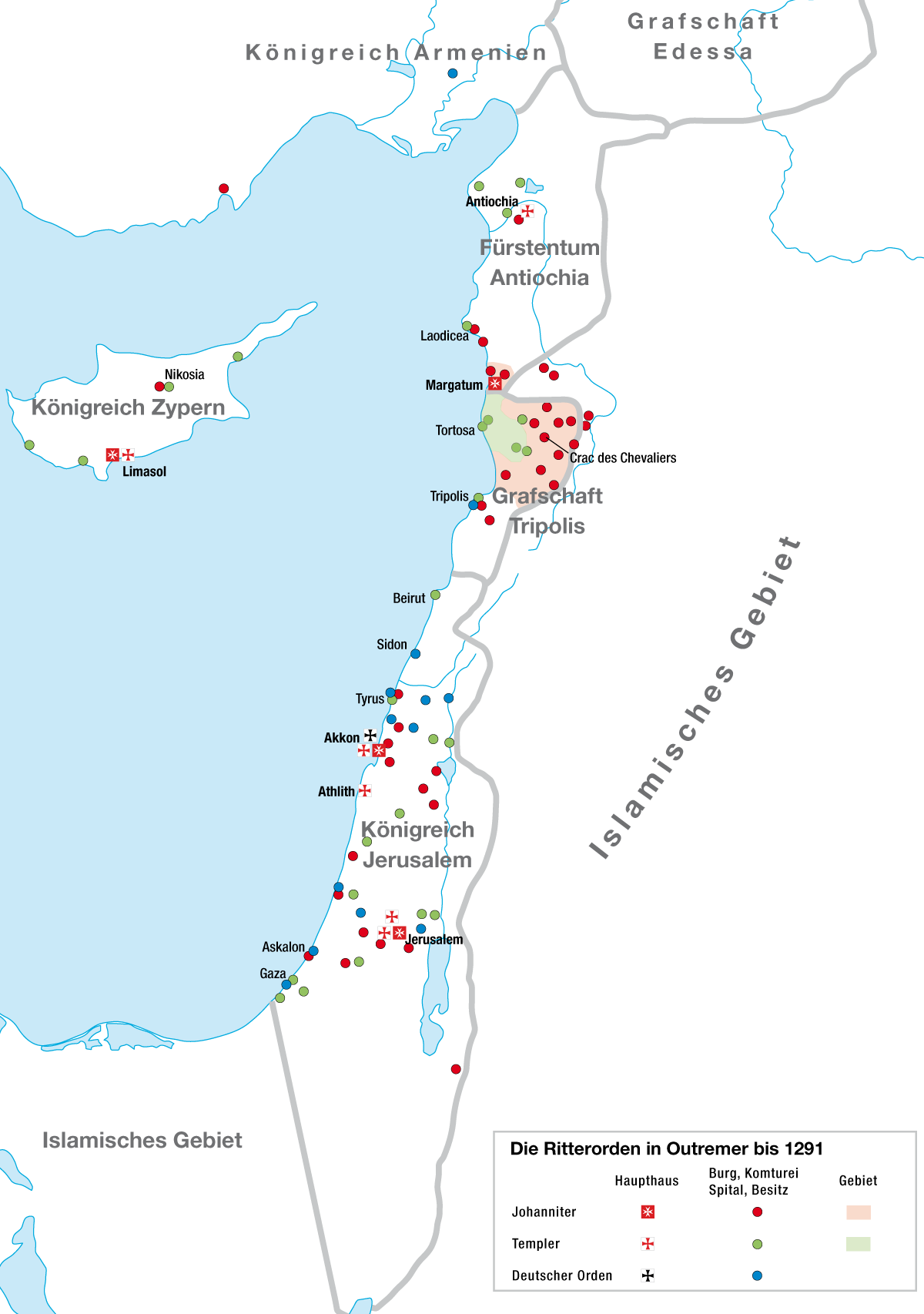
十字军运动时期，军事修会在圣地的据点

最早的军事修士会是1118年为保护耶路撒冷而建立的圣殿骑士团，其主要职责即为保护欧洲在中东建立的宗教殖民地，同时也担负在西班牙和东欧与一切非基督教徒斗争的任务。（另一种观点认为圣殿骑士团正式成立于1129年，稍后于1126年建立的医院骑士团）
圣殿骑士团之后，一系列其他性质类似的组织先后被成立，其中最著名的包括三大騎士團：医院骑士团、条顿骑士团、聖殿騎士團等。
在十字军运动最终失败后，圣殿骑士团转向欧洲本土经营，因其势力庞大和财富而遭受妒嫉仇视，后于14世纪被法国国王腓力四世（美男腓力）宣布为异端而解散，主要成员被烧死在火刑柱上，少数部分则被合并进其他当地军事修士会。
医院骑士团在圣地失陷后将本部移到地中海上的塞浦路斯，后又转移至罗得岛，16世纪，土耳其人围攻罗德岛，医院骑士团经历了激烈的战斗后撤离，并从当时的神圣罗马皇帝查理五世手中得到马耳他岛作为新的基地并经受了土耳其人又一轮围攻，直到拿破仑时期被法军占领驱逐。
条顿骑士团于十字军后主要从事于在东欧等地的拓张，与当地民族如波兰人、罗斯人爆发了一系列冲突，后分裂，其东部于15世纪坦能堡会战后被击溃，西部则于16世纪改宗，成为了普鲁士王國的源头。
聖墓騎士團、醫院騎士團和條頓騎士團先后再次重建，但已成为纯粹的修會直到今日。现在的馬耳他騎士團是一个共主邦聯主權實體。

## 军事修会列表
- 圣殿骑士团
- 条顿骑士团
- 利沃尼亚骑士团
- 宝剑骑士团
- 馬爾他騎士團
- 聖地牙哥騎士團
- 耶路撒冷聖墓騎士團